# ژابار
ژابار (به صربی: Žabar) یک منطقهٔ مسکونی در صربستان است که در شاباتس واقع شده‌است. ژابار ۶۸۳ نفر جمعیت دارد.